# Sedem spečih
V krščanski in islamski tradiciji je sedem spečih iz Efeza (arabsko اصحاب الکھف aṣḥāb al kahf, 'jamski ljudje') zgodba o skupini mladih dečkov, ki so se skrili v jami zunaj Efeza okoli leta 250, da bi pobegnili pred verskim preganjanjem. Pojavila se je 300 let kasneje.
Najstarejša različica te zgodbe je znana po sirskem škofu Jakobu iz Saruga (450–521), izvira pa iz zgodnejšega, a izgubljenega grškega vira. Obris te zgodbe je tudi v delih  Gregorja Tourskega (538–594) in Pavla Diakona (720–799, Zgodovina Lombardov (Historia Langobardorum).  Najbolj znana zahodna različica zgodbe je v Zlati legendi (Legenda aurea) Jacoba iz kraja Voragine.
Rimski martirologij (latinsko Martyrologium Romanum) omenja sedem spečih iz Efeza z datumom 27. julij (junij po vatikanskem koledarju).  Po bizantinskem koledarju se jih spominjajo 4. avgusta in 22. oktobra.
Zgodba se pojavlja v Koranu (sura 18, verzi 9–26), saj je enako pomembna za islam. V zgodbi ni navedeno število spečih (sura 18, verz 22). Prav tako določa število let, spali naj bi 300 sončnih let (kar ustreza 309 lunarnim letom). Islamska različica omenja psa, ki je spremljal dečke v jamo in naj bi jih čuval. V islamu se imenujejo "jamski ljudje".
V spomin na speče dečke je 27. junij dan sedmih spečih dečkov.

## Krščanska razlaga

### Zgodba
Po zgodbi je bilo med preganjanjem rimskega cesarja Decija, okoli leta 250, sedem mladeničev obtoženih krščanstva. Dali so jim nekaj časa, da se odpovedo svoji veri, vendar so se odločili, da bodo svoje revne dobrine podarili revnim in se zaprli v gorsko jamo, da bi molili, a so zaspali. Cesar, ki je videl, da se njihov odnos do poganstva ni izboljšal, je naročil, naj vhod v  jamo zapečatijo. 
Rimski cesar Decij je umrl leta 251 in preteklo je mnogo let, ko se je krščanstvo preganjalo, nato pa postalo državna religija rimskega imperija. Pozneje, ko je vladal Teodozij II. (408–450), se je lastnik zemljišča odločil, da bo odprl zapečaten vhod v jamo, ker jo je želel uporabljati kot zatočišče za govedo. Odprl jo je in v njej našel speče dečke. Prebudili so se, mislili, da so spali en dan, in eden od njih je odšel v Efez, da bi kupil hrano. Naročil so mu, naj bo previden, da ga ne bodo prepoznali in izkoristili. Po prihodu v mesto je bil presenečen, ko je videl zgradbe s križi; meščani so bili začudeni, ko je poskušal plačati s starimi kovanci še iz obdobja vladavine Decija. Škof se je pogovoril z njimi. Povedali so mu svojo zgodbo in umrli, hvaleč Boga. Različna življenja sedmih spečih so v grščini omenjana v Bibliotheca Hagiographica Graeca (BHG 1593–1599)  in  drugih nelatinskih jezikih v Bibliotheca Hagiographica Orientalis (BHO 1013-1022) .
Ko so se prve zgodbe legende razširile iz Efeza, so se z njo povezale zgodnje krščanske katakombe, ki so privabile množico romarjev. Na pobočjih gore Pion (Coelian) blizu Efeza (v bližini sodobnega Selçuka v Turčiji) je bila jama Sedmih spečih z ruševinami zgrajene cerkve izkopana leta 1927 in 1928. Izkopavanje je odkrilo več sto grobov iz obdobja 5. in 6. stoletja. Na stenah cerkve in grobov so našli napise, namenjene sedmim spečim. Jamo še vedno obiskujejo turisti.

### Sirski izvirnik
Zgodba se je pojavila v več sirskih virih. Napisal jo je Simeon Metafrast. Sedem spečih nastopa v pripovedi v verzih edeškega pesnika Jakoba iz Saruga (umrl leta 521), objavljeni v Dela svetnikov (Acta Sanctorum) ( enciklopedično besedilo v 68 zvezkih, ki proučujejo življenje krščanskih svetnikov, v bistvu kritična hagiografija po vsakem dnevu svetnika. Projekt je zasnoval in začel jezuit Heribert Rosweyde). Še ena različica iz 6. stoletja v sirski pisavi je v Britanskem muzeju (Cat. Syr. Mss, str. 1090), a govori o osmih spečih. Njihova imena se v različicah precej razlikujejo.

### Širitev
Zgodba se je hitro razširila po vsem krščanskem svetu, za kar si je na zahodu prizadeval Gregor iz Toursa v svoji zbirki čudežev iz 6. stoletja, De gloria martyrum (Slava mučenika). Gregor pravi, da je za legendo izvedel od "nekega Sirca".
V naslednjem stoletju jo je Pavel Diakon omenil v svoji Zgodovini Langobardov (i.4), vendar ji je dal drugačen pomen: "V najbolj oddaljenih mejah Nemčije proti zahodu in severozahodu, na obali samega oceana, se vidi jama pod kamnino, kjer sedem moških neznano dolgo počiva v dolgem spanju."  Njihova obleka je bila po mnenju Pavla rimska in nobeden od lokalnih barbarov se jih ni upal dotakniti.
V obdobju križarjev so bile kosti iz grobov v bližini Efeza prepoznane kot relikvije Sedmih spečih, prepeljane so bile v Marseille v Francijo v veliki kamniti krsti, ki je postala trofeja opatije svetega Viktorja v Marseillu.
Sedem spečih je bilo vključenih v zbirko Zlata legenda, ki je bila najbolj priljubljena knjiga poznejšega srednjega veka in je določila točen datum njihovega vstajenja, leto 478, ko je vladal Teodozij II. 

### Zgodnja sodobna literatura
Knjiga je postala pregovorna v protestantski kulturi 16. stoletja. Pesnik John Donne v pesmi The good-morrow omenja sedem spečih.
V John Heywoodovi igri Play Called the Four PP (1530-ih) je Pardoner renesančna posodobitev Chaucerjevega Pardonerja, ki svojim prijateljem da priložnost, da poljubijo "copat enega od sedmih spečih", vendar je relikvija predstavljena kot absurdna kot druga Pardonerjeva darila, ki vključujejo "čudež svete Trojice" in "binkoštne kosti". 
V razsvetljenstvu zgodba ni bila znana, oživela pa je v romantiki. Zlata legenda je morda bila vir vračanja sedmih spečih v delo Thomasa de Quinceyja Confessions of an English Opium-Eater, v pesmi Goetheja, v Irvingovi Rip van Winkle, v H. G. Wellsovi The Sleeper Awakes. Prav tako je vplivala na motiv "kralja v gori". Mark Twain je naredil burleskne zgodbe o sedmih spečih v poglavju 13, zvezek 2 The Innocents Abroad. 

### Sodobna literatura
Srbski pisatelj Danilo Kiš je v svoji knjigi Enciklopedija mrtvih povedal kratko zgodbo o sedmih spečih. Italijanski avtor Andrea Camilleri je zgodbo vključil v svoj roman Il cane di terracotta.
Sedem spečih se pojavi v dveh knjigah Susan Cooper iz serije The Dark Is Rising; Will Stanton jih je prebudil v Sivem kralju, v Silver on the tree pa  v zadnji bitki jezdijo proti temi.
Gilbert Morris v seriji Sedem spečih vzpostavi sodoben pristop k zgodbi, v kateri je treba prebuditi sedem najstnikov, da bi se borili proti zlu v svetu po jedrski apokalipsi.
John Buchan se sklicuje na sedem spečih v The Three Hostages, ko Richard Hannay domneva, da je njegova žena Marija, ki ima zelo trden spanec, potomka enega od sedmih, ki je oženil eno od desetih nespametnih devic.
Iransko-nizozemski pisatelj Kader Abdolah je v knjigi Spijkerschrift iz leta 2000 objavil islamsko različico zgodbe, ki temelji na njegovih izkušnjah z levičarsko opozicijo v šahovem režimu in islamski republiki. V knjigi so obsežni citati iz Korana. Na koncu pripovedovalčeva in sestra aktivista pobegne iz zapora in se skupaj z drugimi pobeglimi političnimi zaporniki skriva v gorski jami v severnem Iranu, kjer bodo spali, dokler Iran ne bo osvobojen zatiranja.
Turški pisatelj Orhan Pamuk namiguje na zgodbo v poglavju Jaz sem pes v svojem romanu Ime mi je Rdeča.

## Islamska razlaga

### Koran in islamska razlaga
Zgodba o dečkih iz jame je navedena v 18. suri (kitica 9–26) . Po mnenju muslimanskih učenjakov je Bog razkril te verze, ker so ljudje iz Meke izzivali Mohameda z vprašanji, ki so jim jih dali Judje iz Medine, da bi preizkusili njegovo pristnost. Vprašali so ga o mladeničih, ki so v preteklosti izginili, o človeku, ki je potopil zemljo od vzhoda proti zahodu, Dul Karnainu in duši. Zgodba se ujema s krščansko različico, ki opisuje zgodbo o skupini mladih vernikov, ki so se uprli pritisku ljudstva in/ali kralja, da bi častili druge poleg Boga in se zaprli v jamo, v kateri so zaspali. Ko so se zbudili, so mislili, da so spali en dan ali več. Eden od njih je odšel v mesto, da bi kupil hrano. Uporaba starih srebrnih kovancev je vzbudila pozornost. Kmalu po odkritju so ljudje iz jame umrli in ljudje so zgradili svetišče, kjer so bili pokopani. V Koranu ni napisano število dečkov. Piše, da so nekateri rekli,  da so bili trije, drugi pet, nekateri sedem poleg enega psa in da so spali 300 let, plus 9, kar bi lahko pomenilo 300 sončnih let ali 309 lunarnih let (300 sončnih let je enako 309 lunarnim letom).
Po Koranu je njihovo število znano samo Bogu in nekaj ljudem. Tudi če bi ljudje želeli vedeti  o tem več, kot je napisano v Koranu, ne trdijo, da vprašanja o številu moških in let v jami niso pomembna, ampak pomembna je modrost ali lekcija, vključno z vstajenjem, ki se je mogoče naučiti iz tega.

### Lokacija jame in trajanje bivanja
Muslimani trdno verjamejo v zgodbo, kot je omenjena v Koranu, vendar lokacija jame ni omenjena. Nekateri trdijo, da je v Efezu v Turčiji; drugi navajajo mesto, polno izklesanih sarkofagov iz poznega rimskega in bizantinskega obdobja, ki se imenuje Jama sedmih spečih v vasi Radžib južno od Amana v Jordaniji.  Ujgurski muslimani celo menijo, da je jama Tuyukhojam v Turpanu, ker verjamejo, da se ta kraj ujema z opisom iz Korana. Dolžina njihovega domnevnega spanca ni navedena; nekateri trdijo, da so vstopili v jamo v času Decija (leta 250) in se zbudili v času Teodozija I. (378–395) ali Teodozija II. (408–450), vendar nobenega od teh datumov ni mogoče uskladiti s koranskim računom o spanju 300 ali 309 let. Nekateri islamski učenjaki trdijo, da se 300 ali 309 let nanaša na časovno obdobje, ki so ga navedli tisti, ki pripovedujejo zgodbo, namesto dokončne izjave Alaha, kako dolgo so bili dejansko prisotni ali je ta razlika lahko med sončnimi in luninimi leti. 
V južni Tuniziji se mošeja Čenini imenuje Mošeja sedmih spečih (Masjid al-Ruqud al-Sebaa), kjer so domnevno pokopani speči: v okolici mošeje je nekaj izjemno velikih grobov (približno 4 metre dolgi). Velja splošno prepričanje, da med svojim dolgim spanjem niso prenehali rasti, zato so se zbudili kot velikani. Drugi tunizijski kraji, kjer naj bi bila jama sedmih spečih so Mides, Tozir, El Oudiane (al-Udyān) in Talālat. Kot pravi popotnik Abu Salim al Ajaši (17. stoletje), je kraj, kjer ležijo, planina nad vasjo Dagaš (on jo imenuje Daqyūs).
Drugi kraj, kjer ljudska prepričanja iščejo sedem spečih, je Azeffoun v Kabiliji (Alžirija). Legenda, ki jo je odkril Auguste Mouliéras , govori o sedmih pastirjih, ki so pobegnili v jamo in se poskušali izogniti preganjanju Decija (Deqyusa) in spali so 40 let. Po tej različici niso vedeli, da so spali tako dolgo (povedal jim je pek, ker so poskušali plačati s starim kovancem) in so se odločili, da bodo ponovno zaspali. V skladu s tem je znano, da še vedno spijo v grmičevju, ki ga je težko doseči in je "uro hoda vzhodno od Azeffouna".  Njihov pes, ki jih čuva, lahko sliši mimoidoče. 
V alžirski vasi N'Gaous (Aures) je tudi "mošeja sedmih spečih". Tu pa je legenda nekoliko spremenjena, saj tradicija govori o sedmih ljudeh, ki so tam živeli v preteklosti in so skrivnostno izginili ter se čudežno zbudili mnogo let pozneje. Pobožni Sidi Kacem (umrl 1623) je zato odredil, da se na tem mestu zgradi mošeja . Treba pa je opozoriti, da je v mošeji nekaj stebrov iz rimske dobe z dvema napisoma, ki omenjata Trebonianusa Gallusa, naslednika Decija. 
Druga razlaga temelji na zgodnejši legendi Jožefa iz Arimateje, ki je prišel v Glastonbury in jamo prepoznal kot Chalice Well – Rdeči izvir. 

## Jezikovne izpeljanke
Legenda o sedmih spečih je dala izvor za sjusovare ali syvsover (dobesedno sedem spečih), ki se uporablja v švedščini, norveščini in danščini, in se nanaša na sedem spečih iz Efeza. To pomeni nekoga, ki "spi trdno in dolgo". Beseda se uporablja tudi za hibernacijo glodavca, imenovanega navadni polh.
Besede Siebenschläfer v nemščini, zevenslaper v nizozemščini, hétalvó v madžarščini in sedmispáč v češčini imajo podoben pomen kot skandinavska beseda. Označujejo nekoga, ki dolgo spi, se pozno zbudi, bolj pozno, kot je potrebno ali ustrezno. 
V valižanščini (cymraeg) pomeni pozno vstajanje ali saith cysgadur— sedem spečih, kot je v romanu Rhys Lewis iz leta 1885, ki ga je napisal Daniel Owen, v katerem je glavna oseba imenovana kot tak  v 37. poglavju, str. 294 (Hughes a'i Fab, Caerdydd, 1948). Lahko pa pomeni nekoga, ki se ob delavnikih zbudi ob sedmih v valižanskem podeželskem okolju.
Na Bližnjem vzhodu in še posebej v Siriji ljudje pravijo: "نومات أهل فسو", kar se lahko prevede kot: »Lahko spite kot ljudje iz Efeza.«